# Illes subantàrtiques de Nova Zelanda
Les illes subantàrtiques de Nova Zelanda és una agrupació administrativa dels 5 arxipèlags més meridionals de Nova Zelanda que comparteixen diverses característiques geogràfiques, entre elles que són deshabitades i que la seva administració rau en el Departament de Conservació de Nova Zelanda. El 1998 foren declarades Patrimoni de la Humanitat per la UNESCO.

## Situació
En general, els arxipèlags es corresponen amb el marge meridional del continent enfonsat de Zelàndia i s'ubiquen entre els paral·lels 47 i 53 Sud i els meridians 165 i 180 Est, dins de l'oceà Pacífic. Són considerades illes subantàrtiques en el sentit que es localitzen per sobre del paral·lel 60 Sud on convencionalment comença l'oceà Antàrtic.

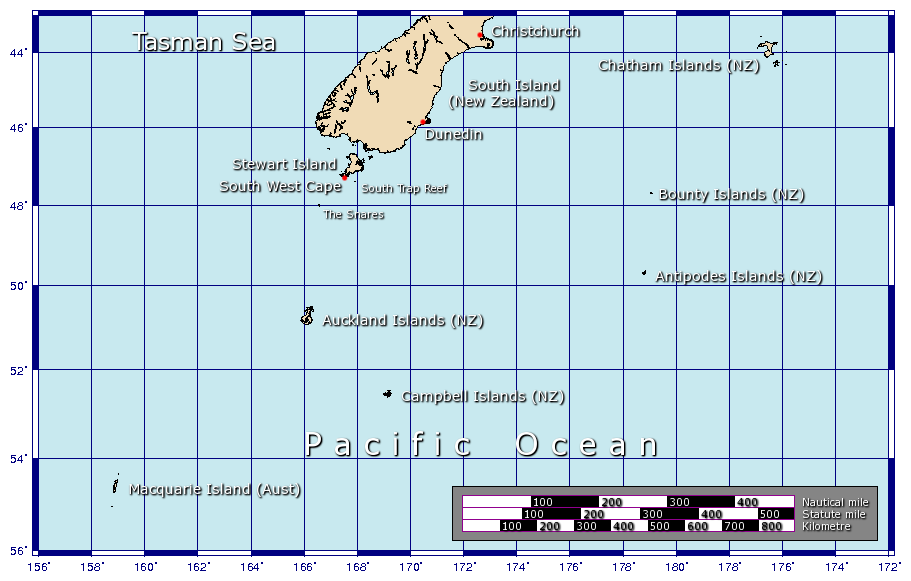
Localització de les illes subàrtiques.

## Llista
El lloc comprèn els arxipèlags de Snares, Bounty, Antípodes, Auckland i Campbell, situats a l'oceà Austral, al sud-de Nova Zelanda. A causa de la seva situació en la confluència de les aigües antàrtiques i subtropicals, aquests cinc grups d'illes posseeixen una productivitat marina i una diversitat biològica molt riques, una alta densitat de poblacions d'espècies animals salvatges i un elevat índex d'endemisme pel que fa a les aus, plantes i invertebrats. Són excepcionals tant l'abundància com la diversitat d'aus pelàgiques i pingüins que nien a les illes. S'han comptabilitzat 126 espècies d'aus en total, de les quals 40 són marines, i entre aquestes hi ha cinc que només es reprodueixen en aquest lloc.
De Nord a Sud, es tracta dels arxipèlags:
| Nom en anglès   | Nom en maorí | Illes significatives | Superfície (km²) | Coordenades                                | Imatge |
| --------------- | ------------ | -------------------- | ---------------- | ------------------------------------------ | ------ |
| Illes Bounty    | -            | 2                    | 1,4              | 47° 45′ S, 179° 03′ E / 47.750°S,179.050°E |        |
| Illes Snares    | Tini Heke    | 9                    | 3,4              | 48° 02′ S, 166° 35′ E / 48.033°S,166.583°E |        |
| Illes Antípodes | -            | 5                    | 21,0             | 49° 41′ S, 178° 48′ E / 49.683°S,178.800°E |        |
| Illes Auckland  | Motu Maha    | 5                    | 625,6            | 50° 29′ S, 165° 52′ E / 50.483°S,165.867°E |        |
| Illa Campbell   | Motu Ihupuku | 1                    | 113,3            | 52° 33′ S, 169° 09′ E / 52.550°S,169.150°E |        |

## Importància natural
Per la seva situació a la confluència entre les aigües antàrtiques i les subtropicals, aquestes illes posseeixen una productivitat marina i una diversitat biològica molt riques, una alta densitat de poblacions d'espècies animals salvatges i un índex elevat d'endemisme pel que fa a aus, plantes i invertebrats. L'abundància i la diversitat d'aus pelàgiques així com de pingüins que fan niu a les illes són excepcionals. Hom hi ha comptabilitzat 126 espècies d'aus, de les quals 40 són marines i 5 d'elles es reprodueixen només en aquests indrets. Per aquestes raons, la Unesco va declarar el conjunt de les illes com a Patrimoni de la Humanitat el 1998, protegint una zona que comprèn en total 76.458 hectàrees de superfície terrestre i 1.400.000 hectàrees de marina.